# إندر وولف
إندر وولف (بالسويدية: Endre Wolf)‏ هو قائد فرقة موسيقية ‏ وعازف كمان سويدي، ولد في 6 نوفمبر 1913 في بودابست في المجر، وتوفي في 29 مارس 2011 في Blentarp ‏ في السويد.

## وصلات خارجية
- إندر وولف على موقع ميوزك برينز (الإنجليزية)
- إندر وولف على موقع أول ميوزيك (الإنجليزية)
- إندر وولف على موقع ديسكوغز (الإنجليزية)